# Широколисне и мешовите шуме умерених предела
Широколисне и мешовите шуме умерених предела, или често само умерене широколисне шуме, представљају биом распрострањен у условима умерене и влажне климе, присутан на обе хемисфере. У широколисним листопадним шумама присутне су листопадне врсте дрвећа и покоја врста зимзеленог жбуна, у широколисним зимзеленим шумама присутно је зимзелено високо дрвеће, док се у мешаним шумама најчешће налазе листопадне врсте дрвећа из групе скривеносеменица и зимзелене врсте четинара. Најзаступљеније широколисне врсте дрвећа су храстови, букве, јавори и брезе, а од четинара присутни су континентални борови, смрче, аришеви и јеле.
Ове шуме су најбогатије и најизразитије у централној Кини и истоку Северне Америке, са неким другим глобално препознатљивим екорегијама на Кавказу, Хималајима, Јужној Европи, Аустралазији, јужној Јужној Америци и Руском далеком истоку.

## Распрострањеност биома
Биом листопадних и мешовитих шума умереног предела присутан је у пределима са умереном климом на свим континентима, изузев Африке. Не представља континуирани географски појас, услед различитих промена климе. Са повећањем надморске висине, овај биом прелази у биом четинарских шума умереног предела (нпр. шуме јеле), а са повећањем континенталности у биом травних и жбунастих вегетација (нпр. шумо-степе у Панонској низији). Са повећањем маритимности, долази до прелаза у биоме тропских и суптропских шума.

## Клима
Листопадне и мешовите шуме се у умереним климатским појасевима јављају на просторима са јасно одвојеним топлим и хладним периодом године, што условљава средњу годишњу температуру између 5,5 °C и 15,6 °C. Годишња количина падавина је уопштено говорећи већа од 600 mm, а обично и изнад 1500 mm. У неким областима, постоји и јасно изражен сушни период године — зими у источној Азији, или лети на планинама Медитерана (оромедитеран).
Широколисне и мешовите шуме умерених предела постоје у подручјима са хладном и топлом сезоном, због којих је просечна годишња температура угодна (3 до 15,6 °). Ове шуме постоје у релативно топлим и кишовитим климама, понекад и са сувом сезоном поред већ наведених. Сува сезона се појављује зими у источној Азији и у лето у Средоземљу. Друга подручја имају честе кише; годишња количина кише је обично преко 600 милиметара, а често и преко 1500 милиметара. Температура је обично умерена, осим у неким деловима Азије попут Приморског краја где ове шуме опстају упркос сурових услова и врло хладних зима.
Ове шуме су најбогатије и најкарактеристичније у средишњој Кини и источној Северној Америци, с неким другим глобално препознатљивим екорегијама на Кавказу, Хималајим, јужној Европи и руском Далеком истоку.

## Екологија
Типска структура ових шума се обично састоји од четири дела, тј. спрата. Највиши спрат су крошње и он се састоји од одраслог високог дрвећа које може бити високо између 33 и 66 м. Испод крошњи се налазе остала три спрата, која су отприлике 9 до 15 метара нижа од спрата крошњи; ту опстају врсте биљака које су отпорне на мању количину светлости. Горњи спрат се налази испод спрата крошњи и чини га мање одрасло дрвеће или младо дрвеће које чека прилику да израсте уз више светлости, након што се сруши неко веће дрво. Испод овог спрата је спрат грмља, који се састоји од дрвенастих биљака које не расту много увис. Најнижи (и биолошки најразноликији) спрат је спрат зељастих биљака.
Типски описане, шуме овог биома су структуриране у четири спрата:
1. спрат високог дрвећа;
2. спрат ниског дрвећа;
3. спрат жбуња и високих зељастих биљака;
4. спрат приземних зељастих биљака.

Највећи биодиверзитет врста има спрат приземних зељастих биљака. Имена шумама (екосистемима у оквиру овог биома) дају се на основу спрата високог дрвећа, иако је он сачињен од најмањег броја врста. Тако, примера ради, постоје шуме букве (букове шуме), мешовите шуме букве и смрче, шуме ораха...
Карактеристично и доминантно широколисно дрвеће овог биома су храстови (врсте рода Quercus), букве (врсте рода Fagus), јавори (врсте рода Acer) и брезе (врсте рода ). Израз „мешовите шуме” се односи на шуме у којима има и листопадног и зимзеленог дрвећа. Типично зимзелено дрвеће су: борови (врсте рода Pinus), јеле (врсте рода Abies) и смрче (врсте рода Picea). На неким подручјима са овим биомом зимзелено дрвеће може бити карактеристичније од листопадног.

## Екорегиони

### Екорегиони у југоисточној Европи
У оквиру биома широколисних и мешовитих шума умереног предела, у југоисточној Европи јављају се следећи екорегиони:
- балканске мешовите шуме
- динарске мешовите шуме
- еуксинско-колхијске широколисне шуме
- источноевропске шумо-степе
- панонске мешовите шуме
- родопске планинске мешовите шуме

### Аустралазија
| Аустралазијске умерене широколисне и мешовите шуме | Аустралазијске умерене широколисне и мешовите шуме |
| -------------------------------------------------- | -------------------------------------------------- |
| Чатамскоострвске умерене шуме                      | Нови Зеланд                                        |
| Источноаустралијске умерене шуме                   | Аустралија                                         |
| Фиордландске умерене шуме                          | Нови Зеланд                                        |
| Нелсонобалске умерене шуме                         | Нови Зеланд                                        |
| Нортладске умерене шуме                            | Нови Зеланд                                        |
| Нортландске умерене шуме смреке                    | Нови Зеланд                                        |
| Стјуардске умерене шуме                            | Нови Зеланд                                        |
| Ричмондске умерене шуме                            | Нови Зеланд                                        |
| Јужноаустралијске умерене шуме                     | Аустралија                                         |
| Јужноострвске умерене шуме                         | Нови Зеланд                                        |
| Тасманијске умерене шуме централне висоравни       | Аустралија                                         |
| Тасманијске умерене шуме                           | Аустралија                                         |
| Тасманијске умерене кишне шуме                     | Аустралија                                         |
| Западне умерене шуме                               | Нови Зеланд                                        |

### Евроазија
| Индомалајске умјерене широолисне и мешовите шуме  | Индомалајске умјерене широолисне и мешовите шуме                                                          |
| ------------------------------------------------- | --- |
| Источнохималајске широколисне шуме                | Бутан, Индија, Непал                                                                                      |
| Умјерене шуме сјеверног троугла                   | Мјанмар                                                                                                   |
| Западнохималајске широколисне шуме                | Индија, Непал, Пакистан                                                                                   |
| Палеарктичке умјерене широколисне и мешовите шуме | |
| Апенинске листопадне планинске шуме               | Италија                                                                                                   |
| Атлантске мешовите шуме                           | Данска, Француска, Белгија, Њемачка, Холандија                                                            |
| Азорске умјерене мјешовите                        | Португал                                                                                                  |
| Балканске мешовите шуме                           | Бугарска, Грчка, Северна Македонија, Румунија, Србија, Турска                                             |
| Балтичке мешовите шуме                            | Шведска, Данска, Њемачка, Пољска                                                                          |
| Цантабријске мешовите шуме                        | Шпанија, Португалија                                                                                      |
| Каспијскоиранске мешовите шуме                    | Иран, Азербејџан                                                                                          |
| Кавкаске мешовите шуме                            | Грузија, Арменија, Азербејџан, Русија, Турска, Иран                                                       |
| Келтске широколисне шуме                          | Уједињено Краљевство, Ирска                                                                               |
| Централноанадолијске листопадне шуме              | Турска |
| Мешовите шуме централнокинеског платоа            | Кина |
| Централноевропске мешовите шуме                   | Аустрија, Њемачка, Литванија, Молдавија, Пољска, Белорусија, Чешка                                        |
| Централнокорејске мешовите шуме                   | Северна Кореја, Јужна Кореја                                                                              |
| Чангбајске планинске мешовите шуме                | Кина, Северна Кореја                                                                                      |
| Зимзелене шуме Чангјиангске равни                 | Кина |
| Кримски комплекс субмедитеранских шума            | Русија, Украјина                                                                                          |
| Зимзелене шуме Даба планина                       | Кина |
| Динарске планинске мешовите шуме                  | Албанија, Босна и Херцеговина, Италија, Црна Гора, Србија, Словенија, Хрватска                            |
| Источноевропске шумске степе                      | Бугарска, Молдавија, Румунија, Русија, Украјина                                                           |
| Источноанадолијске листопадне шуме                | Турска |
| Енглеске равничарске букове шуме                  | Уједињено Краљевство                                                                                      |
| Црноморскомразовачке листопадне шуме              | Бугарска, Грузија, Турска                                                                                 |
| Хокаидоске листопадне шуме                        | Јапан |
| Мешовите шуме Хуанг Хе равни                      | Кина |
| Зимзелене шуме Мадеире                            | Португалија                                                                                               |
| Манџуријске мешовите шуме                         | Кина, Сјеверна Кореја, Русија, Јужна Кореја                                                               |
| Зимтелене шуме Нихонкаја                          | Јапан |
| Листопадне планинске шуме Нихонкаја               | Јапан |
| Северноатлантске влажне мешовите шуме             | Ирска, Уједињено Краљевство                                                                               |
| Листопадне шуме североисточне кинеске равни       | Кина |
| Панонске мешовите шуме                            | Аустрија, Босна и Херцеговина, Чешка, Мађарска, Румунија, Србија, Словачка, Словенија, Украјина, Хрватска |
| Мешовите шуме базена реке По                      | Италија                                                                                                   |
| Пиренејске четинарске и мешовите шуме             | Француска, Шпанија, Андора                                                                                |
| Листопадне шуме планина Цин Линг                  | Кина |
| Родопске планинске мешовите шуме                  | Бугарска, Грчка, Северна Македонија, Србија                                                               |
| Сарматске мешовите шуме                           | Русија, Шведска, Норвешка, Данска, Финска, Литванија, Латвија, Естонија, Белорусија                       |
| Зимзелене широколисне шуме Сичуанског базена      | Кина |
| Јужносахалинско-Курилске мешовите шуме            | Русија |
| Јужнокорејске зимзелене шуме                      | Јужна Кореја                                                                                              |
| Зимзелене шуме Тајхеијоа                          | Јапан |
| Планинске листопадне шуме Тајхеијоа               | Јапан |
| Листопадне шуме и степе Таримског базена          | Кина |
| Уссуријске широкочисне и мешовите шуме            | Русија |
| Западносибирске широколисне и мешовите шуме       | Русија |
| Западноевропскw широколисне шуме                  | Швајцарска, Аустрија, Француска, Немачка, Чешка                                                           |
| Загроске планинске шумске степе                   | Иран, Арабијско полуострво                                                                                |

### Америке
| Неарктичне широколисне и мешовите шуме умерених предела | Неарктичне широколисне и мешовите шуме умерених предела |
| ------------------------------------------------------- | ------------------------------------------------------- |
| Алегенске висораванске шуме                             | Сједињене Државе                                        |
| Апалачке мешовите мезофитске шуме                       | Сједињене Државе                                        |
| Апалачке-Блу Риџшке шуме                                | Сједињене Државе                                        |
| Шуме тврдог дрвета из централних САД                    | Сједињене Државе                                        |
| Шуме источног централног Тексаса                        | Сједињене Државе                                        |
| Источна шумско-бореална транзиција                      | Канада, Сједињене Државе                                |
| Низијске шуме источних Великих језера                   | Канада, Сједињене Државе                                |
| Низијске шуме залива Светог Лоренса                     | Канада                                                  |
| Средњоатлантске приморске шуме                          | Сједињене Државе                                        |
| Низијске шуме Мисисипија                                | Сједињене Државе                                        |
| Новоенглеско-акадијске шуме                             | Канада, Сједињене Државе                                |
| Североисточне приморске шуме                            | Сједињене Државе                                        |
| Североисточне приморске шуме                            | Сједињене Државе                                        |
| Југоисточне мешовите шуме                               | Сједињене Државе                                        |
| Јужне шуме Великих језера                               | Канада, Сједињене Државе                                |
| Шуме горњег Средњег запада-саванска транзиција          | Сједињене Државе                                        |
| Шуме западних Великих језера                            | Канада, Сједињене Државе                                |
| Шуме Виламетске долине                                  | Сједињене Државе                                        |

| Неотропске широколисне и мешовите шуме умерених предела            | Неотропске широколисне и мешовите шуме умерених предела |
| ------------------------------------------------------------------ | ------------------------------------------------------- |
| Умерене шуме острва Хуан Фернандез                                 | Чиле                                                    |
| Магеланске субполарне шуме                                         | Аргентина, Чиле                                         |
| Умерене пуме Сан Феликс-Сан Амброзио острва (Десвентурадас острва) | Чиле                                                    |
| Валдивијска умерена кишна шума                                     | Аргентина, Чиле                                         |

## Галерија
- Светлосни продор у тамној буковој шуми, НП Биоградска гора
- Листопадне шуме на Фрушкој гори
- панонске шумо-степе у Делиблатској пешчари
- Рудник, са шумама сладуна и цера
- Мешовита шума у јесен (претежно стабла дуглазије, јеле и јавора, с подлогом грожђа из Орегона), јужна Британска Колумбија – шума са подрастањем